# Yoshimitsu
Yoshimitsu (吉光) är en figur i beat 'em up-spelet Tekken, skapat av Namco. Yoshimitsu har varit med i alla Tekken-spel sedan debuten år 1994. Även i Soul Calibur finns en karaktär vid namn "Yoshimitsu". Det är okänt om det är samma person som i Tekken. 
Yoshimitsu är en udda och mystisk karaktär vilket har lett till att han har fått en stor "fanbase".

## Historia
Yoshimitsu är en ninjasamurai. Svärdet som Yoshimitsu bär har samma namn som han själv och verkar ha magiska krafter. Yoshimitsu är känd för sitt unika sätt att strida på. Han kan teleportera sig själv och har också förmågan att utföra självmordsattacker. Han är vän med Bosconovitch, rival med Kunimitsu och sedan Tekken 4 fiende med Bryan.
Tekken utspelar sig i framtiden, medan Soul Calibur utspelar sig på 1500-talet. Detta har lett till att hans fans tror att Yoshimitsu från Soul Calibur är Yoshimitsu från Tekkenspelets företrädare och medlem i samma klan.  

### Tekken 1
Ledaren av den mystiska organisationen Manji-Clan är en i en lång linje av Robin Hood-liknande ninjas som stjäl från de rika och ger till de fattiga. De bekämpar också korruption och ger pengar, mat, skydd och medicinsk hjälp till de fattiga och till politiska flyktingar runtom i världen. Ledaren går med i turneringen som en undanmanöver så att Kunimitsu och de andra medlemmarna ska kunna stjäla Heihachis pengar. Yoshimitsu har även hört talas om att en sumobrottare vid namn Ganryu, som ägnar sig åt korrupta affärer och bedrägeri, också ska vara med i turneringen. Honom vill Yoshimitsu besegra. Yoshimitsu konfronterar sumobrottaren i en match i turneringen och tvingar honom att erkänna sina brott. Yoshimitsu skändar Ganryus namn och stjäl hans pengar och ger dem till de fattiga.

### Tekken 2
Kunimitsu kommer fram till Yoshimitsu och säger att hon tycker att Manji-Clan ska slå ihop sig med Mishima Zaibatsu. Yoshimitsu finner detta förslag högst märkligt och senare efter att Kunimitsu försöker stjäla skatter från klanen blir hon utslängd från klanen av Yoshimitsu. Hon går till Kazuya Mishima för hjälp och får ett uppdrag av honom som går ut på att stjäla skatter från Michelles stam. Yoshimitsu blir misstänksam mot vad hon planerar och bryter sig in i Mishima Zaibatsu. Under inbrottet förlorar Yoshimitsu sin arm. Dr. Bosconovitch ser den skadade Yoshimitsu, hjälper honom att fly och ger honom senare en mekanisk robot-arm. Kort därefter blir Dr. Bosconovitch kidnappad av Kazuya och Yoshimitsu ställer upp i "Iron Fist Tournament 2" för att rädda sin vän. Dock vet han inte att Kunimitsu också har ställt upp i turneringen för att stjäla Yoshimitsus svärd och ta över Manji-Clan. De möts i turneringen och Yoshimitsu vinner till slut. Han kan ha dödat henne, men det vet man inte eftersom Namco aldrig har bekräftat eller dementerat det. Det ska även noteras att "Ogre" i Tekken 3 har ett antal av Kunimitsus attacker i sin repertoar som tyder på att hon kan ha dödats av Ogre. Yoshimitsu lyckas lokalisera Dr. Bosconovitch som är på väg att flygas därifrån med en helikopter. Yoshimitsu hoppar upp på helikoptern och räddar Dr. Bosconovitch.

### Tekken 3
Ett år efter Tekken 2 blir plötsligt Bosconovitchs dotter väldigt sjuk och han väljer då att söva ner henne tills han kan hitta botemedlet. Bosconovitch drabbas själv av en ovanlig sjukdom som gör att han får problem med benen. Han säger till Yoshimitsu att om han fick tag på ett stickprov av Ogres blod skulle han kunna bota sig själv och kanske sin dotter. Yoshimitsu deltar i turneringen i jakt på Ogre. Paul Phoenix besegrar Ogre men är omedveten om att han omvandlat sig själv till sin riktiga form True Ogre. Yoshimitsu väljer att inte gå sin sista match mot Jin, som istället får tillfälle att ta itu med True Ogre. Jin besegrar True Ogre och Yoshimitsu lyckas få ett stickprov av Ogres blod och tar tillbaka det till Bosconovitchs laboratorium.

### Tekken 4
Yoshimitsu ägnar sig åt att ge pengar, mat, skydd och medicinsk hjälp till fattiga och politiska flyktingar runtom i världen. Men snart får Manji-Clan mindre pengar och färre medlemmar av olika anledningar. Yoshimitsu är orolig för sin organisations framtid och börjar överväga en union mellan Manji-Clan och Mishima Zaibatsu. Heihachi utnämner en ny "Iron Fist Tournament" och Yoshimitsu väljer att ställa upp så att han kan besegra Heihachi och bli ledare för den nya unionen. Yoshimitsu bryter sig in i Mishima Zaibatsu där han hittar roboten Bryan Fury medvetslös och tar honom till Bosconovitchs laboratorium. Yoshimitsu konfronterar sedan Heihachi, men Heihachi vägrar att ge Mishima Zaibatsu till Yoshimitsu. Han får sedan höra att Manji-clan har stulit stora delar av hans tillgångar. Heihachis livvakter försöker skjuta ner Yoshimitsu men han lyckas fly därifrån.

### Tekken 5
En månad efter Tekken 4 åker Yoshimitsu upp till Bosconovitchs laboratorium men hittar det sönderslaget och några medlemmar mördade. Yoshimitsu ställer upp i Tekken 5 där han vill ha hämnd på Bryan Fury. I slutet dödar han Bryan genom att skära sönder honom med sitt svärd. Bryan sprängs i bitar och Yoshimitsu säger "Retribution".

## Relationer
- Kunimitsu - rival (Okänt om de är släkt eller inte)
- Bryan Fury - rival
- Hwoarang - rival
- Dr. Bosconovitch - vän

## Kuriosa
- Yoshimitsus namn betyder ungefär "lyckligt ljus".
- I slutet på Yoshimitsus Tekken 2 använder han fel hand som helikopter. Det är hans vänsterarm som är mekanisk.
- Många tror att Yoshimitsu är en sorts utomjording på grund av hans konstiga dräkter och karakteristiska ovanligheter och i Tekken 3 kallas han för "Space Ninja". Detta kan dock vara en felöversättning eftersom "Space" och "Void" har samma kanji på japanska.
- Yoshimitsu, Heihachi Mishima, Nina & Paul är de enda som har varit med i alla Tekken-spel.